# 1919 في بولندا
فيما يلي قوائم الأحداث التي وقعت خلال عام 1919 في بولندا.

## سياسة

### تعيين في المنصب
- 16 يناير – إغناتسه يان بادروفسكي وزارة الخارجية (بولندا)،رئيس مجلس وزراء بولندا.

### انتهاء فترة المنصب
- 27 نوفمبر – إغناتسه يان بادروفسكي رئيس مجلس وزراء بولندا،وزارة الخارجية (بولندا).

## مواليد

### يونيو
- 22 يونيو – هنري تاجفيل بَريطانِيِّ نفساني.

### نوفمبر
- 26 نوفمبر – ريزارد كاسزورووسكي

## وفيات

### يناير
- 15 يناير – روزا لوكسمبورغ (مواليد 1871)